# Mike van Diem
Mike van Diem (* 12. ledna 1959, Sittard) je nizozemský filmový režisér a scenárista. Za svůj celovečerní debut Charakter obdržel v roce 1998 Oscara za nejlepší cizojazyčný film. Již jeho absolventský snímek Alaska získal studentského Oscara. Charakter dostal i švédskou cenu Zlatohlávek za nejlepší zahraniční film. Od svého velkého oscarového úspěchu však natočil již jen dva filmy: Překvapení (2015) a Tulipani: Láska, čest a kolo (2017). Ke všem svým filmům si napsal i scénář.